# Federazione pallavolistica degli Stati Uniti d'America
La Federazione statunitense di pallavolo (eng. USA Volleyball, USAV) è un'organizzazione fondata per governare la pratica della pallavolo negli Stati Uniti d'America.
Organizza il campionato maschile e femminile, e pone sotto la propria egida la nazionale maschile e femminile.
Ha aderito alla FIVB nel 1947.